# 170 років Київському національному університету (срібна монета)
«170 ро́ків Ки́ївському націона́льному університе́ту» — срібна ювілейна монета номіналом 5 гривень, випущена Національним банком України, присвячена одному з провідних центрів освіти і науки — Київському національному університету імені Тараса Шевченка. Заснований у 1834 році, цей заклад зробив значний внесок у справу розвитку вищої школи, науки та культури, піднесення духовності українського народу. З університетом пов'язана діяльність багатьох відомих науковців, виникнення й становлення визначних наукових ідей, шкіл.
Монету введено в обіг 26 серпня 2004 року. Вона належить до серії «Вищі навчальні заклади України».

## Опис монети та характеристики
| Номінал грн. | Метал            | Маса, г       | Діаметр, мм | Якість виготовлення | Гурт     | Тираж, штук |
| ------------ | ---------------- | ------------- | ----------- | ------------------- | -------- | ----------- |
| 5            | срібло 925 проби | 15,55 / 16,81 | 33,0        | пруф                | рифлений | 7 000       |

### Аверс
На аверсі монет зображено композицію у вигляді лазерного диска, у центрі якого — малий Державний Герб України, з обох боків від нього — предмети, формули, що символізують різні науки та розміщено написи: «УКРАЇНА» (угорі півколом), «2004», «5 ГРИВЕНЬ», а також позначення металу та його проби — «Ag 925», маса в чистоті — «15,55», та логотип Монетного двору Національного банку України.

### Реверс

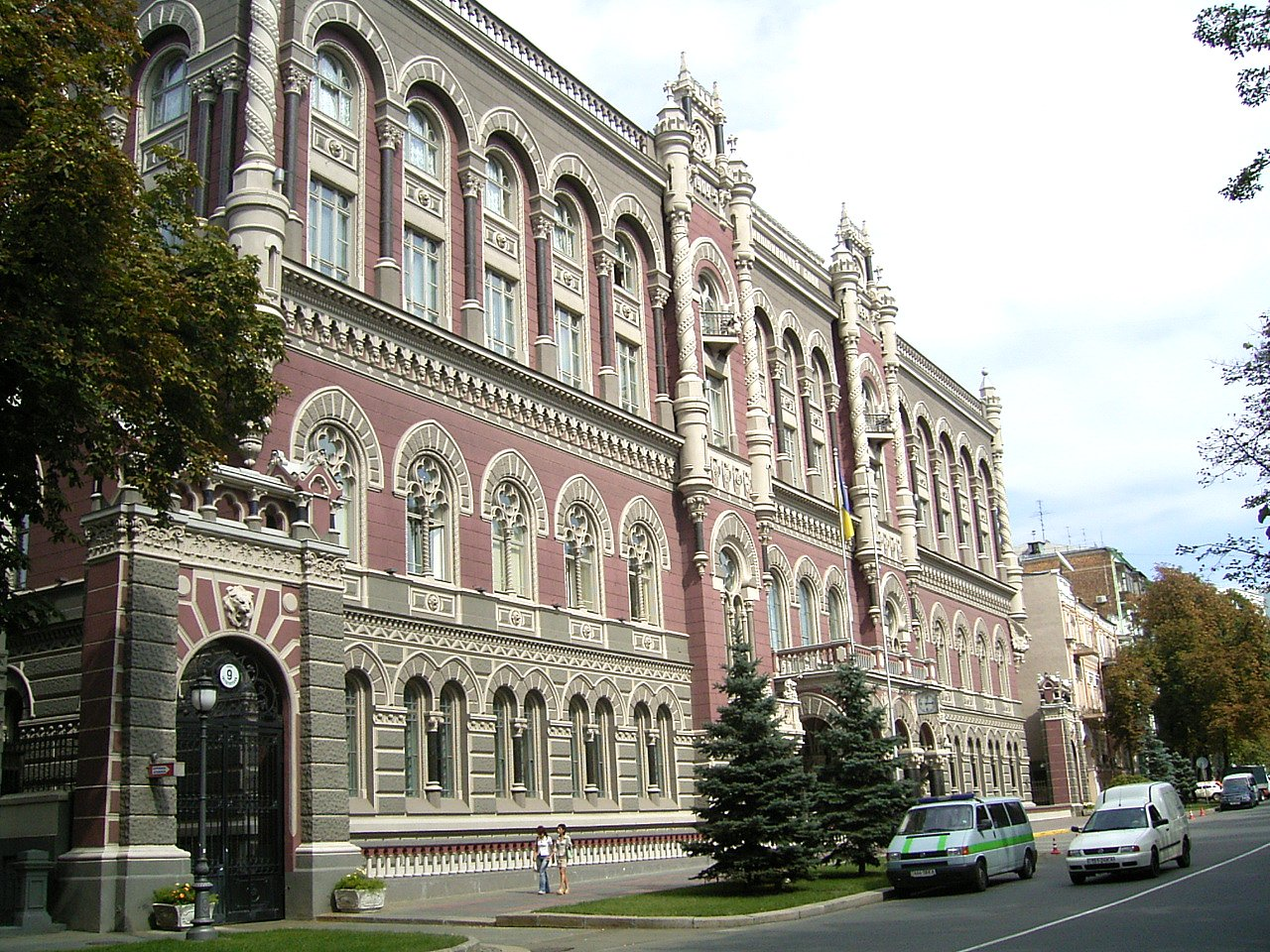
Будівля Національного банку України

На реверсі монет зображено будинок університету (1837–1843 роки, архітектор В. І. Беретті) та розміщено написи: «КИЇВСЬКИЙ НАЦІОНАЛЬНИЙ» (угорі півколом), під ним — «1834» та «УНІВЕРСИТЕТ ІМЕНІ ТАРАСА ШЕВЧЕНКА» (унизу в три рядки).

## Автори
- Художники: Корень Лариса, Бєляєв Сергій.
- Скульптор — Атаманчук Володимир.

## Вартість монети
Ціна монети — 404 гривні, була вказана на сайті Національного банку України в 2015 році.
Фактична приблизна вартість монети з роками змінювалася так:
| Рік        | 2010 | 2011 | 2012 | 2013 | 2014 | 2015 | 2016 | 2017 | 2018 | 2019 | 2020 | 2021 | 2022 | 2023  | 2024  | 2025  |
| ---------- | ---- | ---- | ---- | ---- | ---- | ---- | ---- | ---- | ---- | ---- | ---- | ---- | ---- | ----- | ----- | ----- |
| Ціна, грн. | 260  | 280  | 280  | 350  | 360  | 380  | 530  | 550  | 480  | 450  | 550  | 520  | 600  | 1 000 | 1 200 | 2 000 |